# Pierre Even (homme politique)
Pierre Even, né le 6 mai 1884 au Vieux-Marché (Côtes-du-Nord) et mort le 30 juin 1941 à Paris, est un médecin et un homme politique français.

## Biographie
Docteur en médecine, Pierre Even est élu maire de sa commune natale et conseiller général de Plouaret en 1909. En 1910, il se présente aux élections législatives sous les couleurs du Parti républicain-socialiste et bat le député sortant. Il n'est alors âgé que de 26 ans. Réélu en 1914, il l'est de nouveau en 1919, faisant partie des républicains-socialistes qui font le choix de participer à la coalition de Bloc national. Battu en 1924, il retrouve la Chambre des députés en 1928 en tant que radical-socialiste. En 1929, il se présente aux élections sénatoriales et, élu, siège à la Chambre haute à partir de 1930 au sein du groupe de la Gauche démocratique.
Très actif sur les questions de santé et d'hygiène publique, ami d'Alexis Carrel, il est à l'origine de la création, en 1930, du ministère de la Santé publique qu'il réclamait depuis 1921. Le 10 juillet 1940, il approuve la remise des pleins pouvoirs au maréchal Pétain et meurt en 1941 dans la capitale occupée.

## Famille
Pierre Even est le fils du médecin et ancien député Jacques Michel Even.
En septembre 1913, il épouse Fanny Bourgin (24 mars 1893 à Saint-Brieuc - 20 décembre 1982 au Vieux-Marché), la nièce d'Alexandre Millerand, ministre de la Guerre de 1912 à 1915, puis président de la République de 1920 à 1924.
Il est le beau-frère du compositeur Paul Le Flem, époux de sa sœur Jeanne Even.

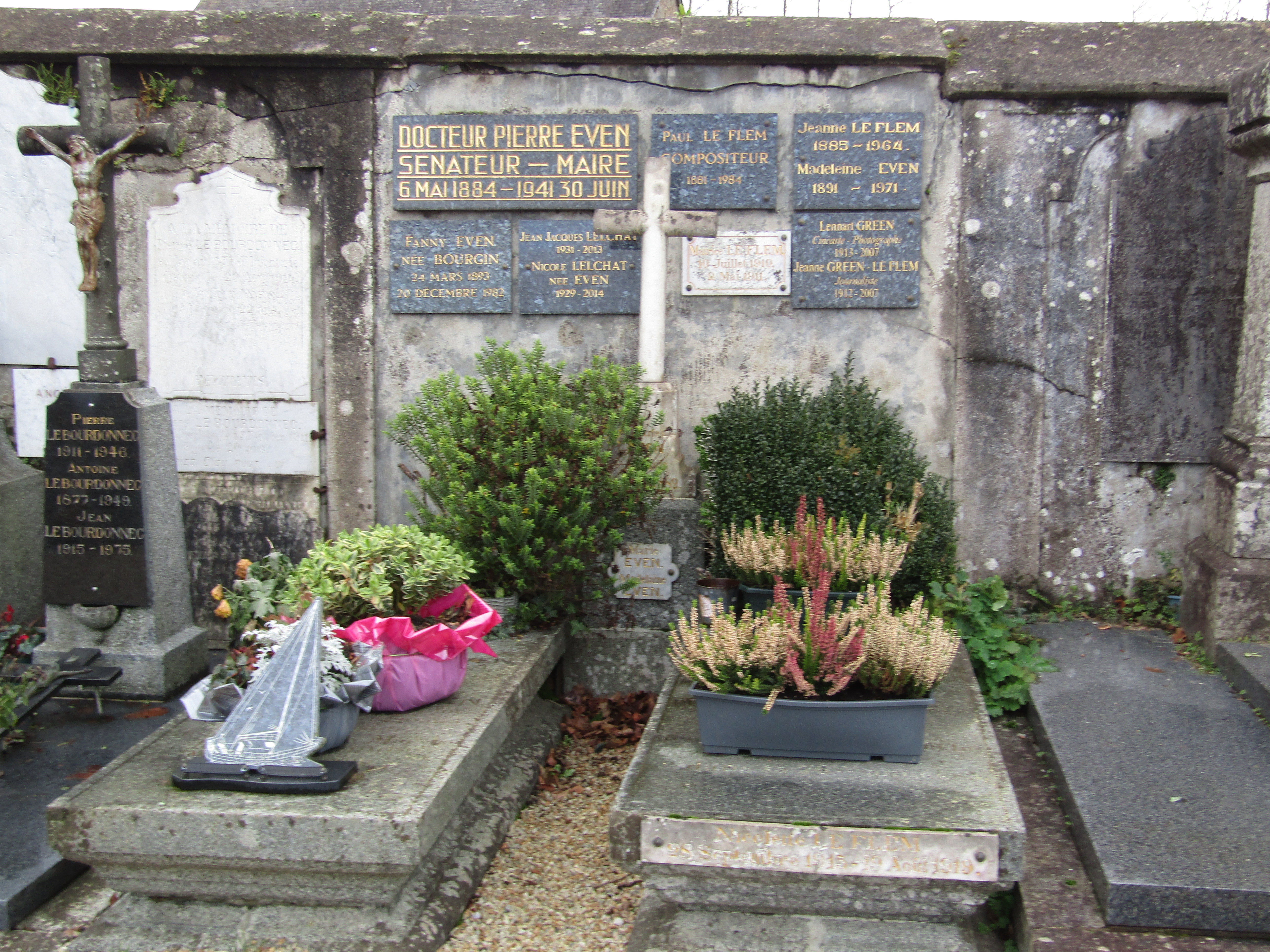
La sépulture familiale au Vieux-Marché

## Sources
- « Pierre Even (homme politique) », dans le Dictionnaire des parlementaires français (1889-1940), sous la direction de Jean Jolly, PUF, 1960 [détail de l’édition]